# Jeanne de Brouckère

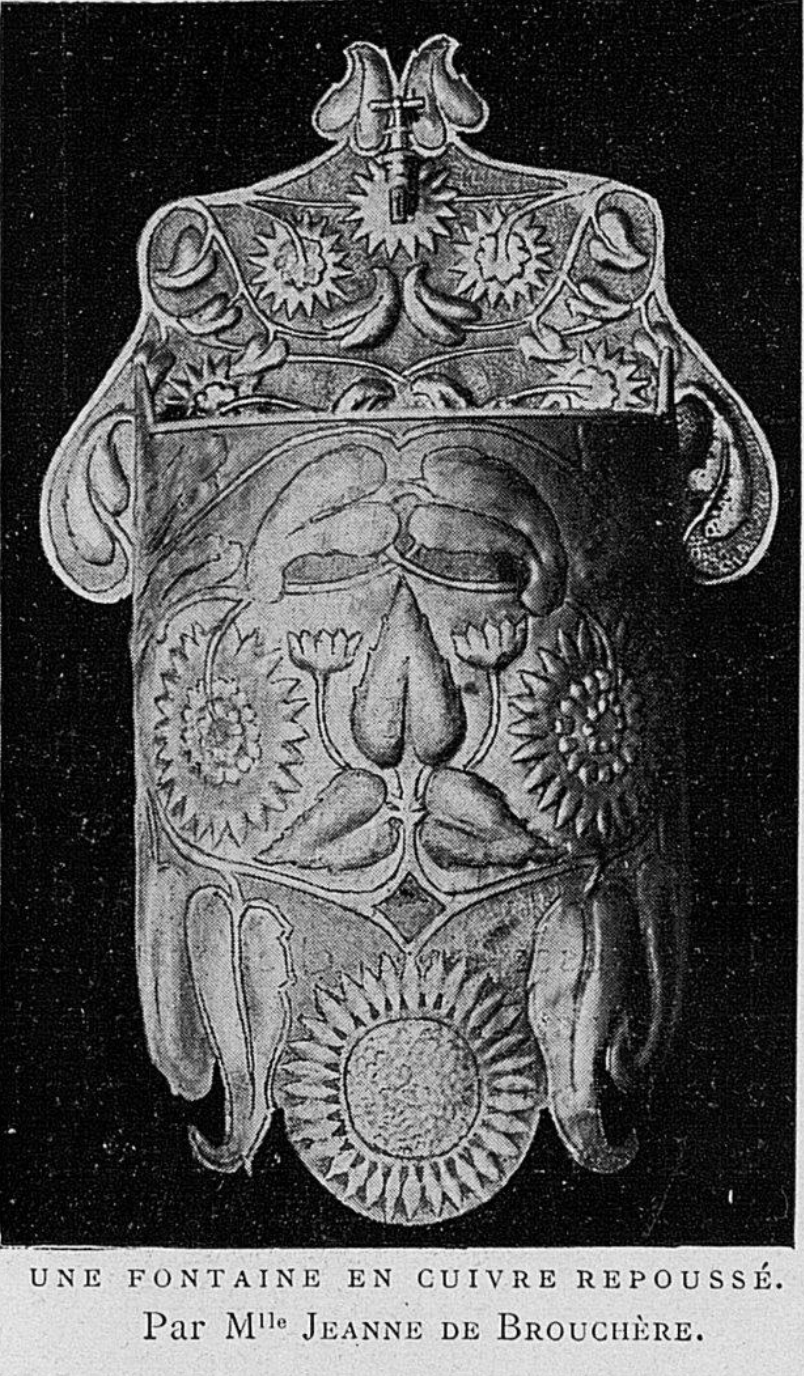
Afbeelding 1: Een fontein in gedreven koper van Jeanne de Brouckère

Jeanne de Brouckère (Brussel, ±1878 – Hampstead , 1945), een telg uit de Brusselse de Brouckère familie, was edelsmeedkunstenaar. Ze exposeerde voornamelijk emailkunst, gedreven koper en zilver tijdens het fin de siècle. De Brouckère werkte binnen de Haute-Clair en de arts-and-craftsbeweging. Haar carrière binnen de kunsten was van korte duur. Na haar huwelijk met haar tweede man Holroyd-Reece onderhield ze verschillende banden met kunstcritici en historici en schrijvers binnen het kunstmilieu.

## Familiebanden
De Brouckères ouders komen beide uit textielmiddens in Roeselare. Haar moeder Florentina (Florence) Eugénie Tant (Roeselare, 1838 – Brussel, 1927) was eerst gehuwd met Joseph Antoine Louis de Brouckère maar na zijn overlijden, trad ze voor de twee keer in het huwelijk met diens broer, de textielindustrieel Gustave Adolph Eugène Silvain de Brouckère. Uit dit tweede huwelijk kwamen twee kinderen voort: Jeanne en Leon de Brouckère. Haar vader Gustave de Brouckère was ook reeds eerder gehuwd geweest, met Léonie Sylvie Tant, zus van Florence. Uit dit huwelijk kwamen 4 kinderen voort. Vele van Jeanne haar broers en zussen bevonden zich in invloedrijke politieke middens onder wie de Belgische socialistische politicus en hoogleraar Louis de Brouckère.

## Persoonlijk leven
In 1905 trouwde De Brouckère met Isidor van Dommelen, later bekend als Hollywoodacteur onder de naam Lou Tellegen. Ze leerden elkaar in Parijs kennen, waarop de Brouckère hem aanspoorde acteerlessen te volgen. Dit huwelijk leidde tot de geboorte van een dochter Diane van Dommelen (1905-1981) op 17 maart 1905. In 1908 eindigde het huwelijk in een scheiding. De Brouckère trouwde een tweede maal met John Holroyd-Reece (geboren als Johann Hermann Rieß), zoon van een Engelse moeder en een Duitse jood. Hij groeide op in Duitsland en liep vanaf de leeftijd van 16 school in Engeland. In 1932 stichtte hij Albatross Books, een Duitse uitgeverij, waarvan het bestuur voornamelijk bestond uit Engelstalig Duitse mannen van Joodse afkomst, die Engelstalige literatuur uitbracht voor continentaal Europa. Het hoofdkantoor bevond zich in Parijs in de rue Chamoinesse 12, waar Holroyd-Reece met zijn vrouw Jeanne Holroyd-Reece (neé De Brouckère) woonde. Jeanne werkte aan de zijde van haar echtgenoot. Haar man werkte samen met Julius Meier-Graefe voor de vertaling van zijn kunstboeken. Ze onderhield zelf ook briefwisselingen met Meier-Graefe en andere kunstcritici en historici.
In de jaren 1920 trekken Jeanne en John Holroyd-Reece met Diane naar een buitenverblijf in Opio, een dorpje in het zuiden van Frankrijk. Hier resideerde een Engelstalige gemeenschap. Tijdens de Tweede Wereldoorlog verbleven Jeanne en Diane hier, onder het Vichy regime. In 1945 overlijdt Jeanne, de precieze locatie is niet zeker, maar haar overlijdensakte bevindt zich in Hampstead, Londen. Diane overlijdt in 1981 in Grasse, buurgemeente van Opio.
Door de jaren heen woonde Jeanne in verschillende Europese hoofdsteden, zo is er een adres in Londen, Parijs en Brussel (Elsene) bekend. Ook verbleef ze een tijd in Berlijn. Tijdens haar verblijf in Londen aan het begin van de 20ste eeuw zou ze bevriend geweest zijn met Edward Gordon Craig. Ze maakte deel uit van de ‘Operatic Society’ voor The masque of love. Na haar huwelijk met Holroyd-Reece ontwikkelde ze een vriendschap met Radclyffe Hall en Una Troubridge.

## Opleiding
Op 16-jarige leeftijd vertrok Jeanne naar Londen om daar haar algemene opleiding te voltooien. Ze maakte er kennis met voorname kunstenaars. In de Chiswick School of art werd ze onderwezen in de metaalbewerkingskunst. Na een terugkeer naar huis, keerde ze later naar Londen terug om onder leiding van de socialistische arts-and-craftskunstenaar Charles Robert Ashbee te werken en daarnaast te worden onderwezen bij een niet bekende meestergoudsmid en juwelier.

## Carrière
Net voor de eeuwwisseling trok Jeanne de Brouckère samen met haar vriendin Alice Holbach naar Parijs, waar ze werkten bij l’Atelier de Haute-Claire, een kunstenaarskolonie in het klooster van Haute-Clair te Bourron-Malotte, aan de rand van La forêt de Fontainebleau, onder leiding van Frans symbolistisch kunstschilder Armand Point. De kunstenaarskolonie, gelijkend op een middeleeuwse corporatie, wilde de decoratieve kunsten  herwaarderen naar het voorbeeld van prerafaëlieten als William Morris.

Jeanne de Brouckère vervaardigde binnen l’Atelier de Haute-Claire dinanderie in een neo-middeleeuwse stijl. Haar werk bevat sterk afgelijnde ornamentale bloemenmotieven zoals een fontein in gedreven koper (afb. 1). Na de ontbinding van de associatie rond 1903 gaan de Brouckère en Alice Holbach elk hun eigen weg.

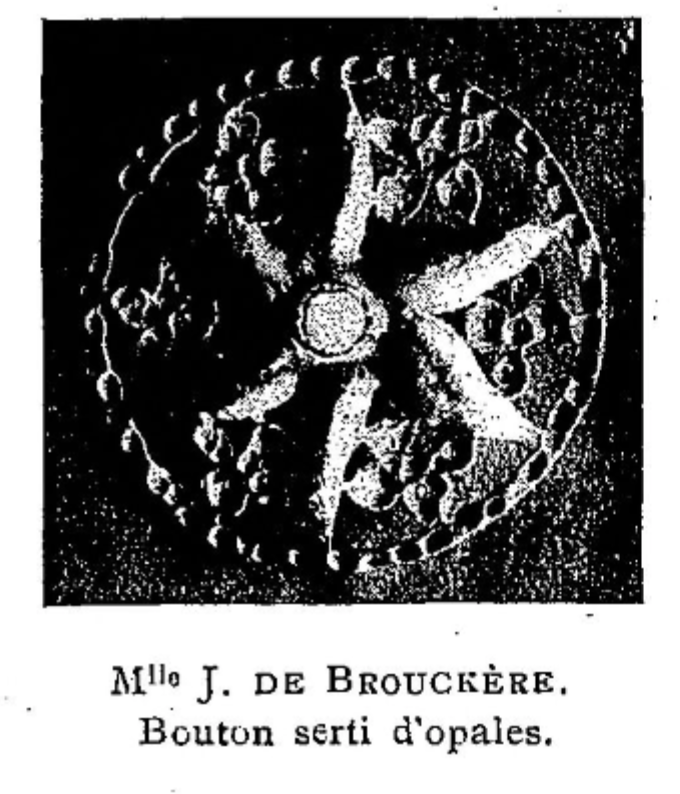
Afbeelding 2: Opaalknop van Jeanne de Brouckère, tentoongesteld op la libre esthetique 1900.

De Brouckère werkte voornamelijk in gedreven koper, zilver en emailkunst, aangevuld met edelstenen en opaal. Ze vervaardigde decoratieve gebruiksvoorwerpen zoals broches, riemstellen, kistjes, lantarens, knopen, servetringen en juwelen, enz. in de Art-Nouveau stijl met lineaire naturalistische ornamenten.

## Tentoonstellingen en receptie
Haar eerste deelname aan een tentoonstelling was deze aan La Libre Esthétique in 1899 te Brussel, waar haar werk gecategoriseerd werd als gedreven koper.  In het Parijse kunsttijdschrift Revue des Arts Decoratifs werd haar welk lovend onthaald. Het tentoongestelde koffertje wordt beschreven als delicaat uitgevoerd, waarbij het rode metaal goed samengaat met de blauwe en groene ingelegde stenen. Ook een riem wordt als aantrekkelijk beschouwd omwille van zijn bestudeerde ontwerp. Er wordt vermeld dat hoewel het voorwerp slank aandoet, het de uitvoerder siert.
In 1900 stelt ze een tweede maal tentoon op La Libre Esthétique, ditmaal onder de categorie ‘objet d’arts’. Ze stelt er zeer kleurrijke zilveren sieraden voor, waaronder 6 opaalknoppen (afb. 2).
Octave Maus, de bezieler van La Libre Esthétique spreekt zich minder lovend uit over de Brouckere en Alice Holbach. Hun werk zou archaïsch van vorm zijn, met een ruw métier en te incisieve contouren om het met plezier te dragen.
Op Le Seizième Salon de Tournai in 1900 toont ze email. In datzelfde jaar exposeerde ze haar werk ook op The Woman’s Exhibition te Londen.
In 1902 is de Brouckère een van de afgevaardigden voor België in de Eerste internationale tentoonstelling van decoratieve kunst in Turijn. In 1902 exposeerde ze ook op de tentoonstelling van de Wiener secession en in The First International Studio Exhibition Part I van het Magazine The Studio, te London.
Haar laatste gekende tentoonstelling was in 1904 op le Salon des artistes décorateurs te Parijs.